# Meiotheciella
Meiotheciella là một chi rêu trong họ Sematophyllaceae. Chi này chỉ chứa một loài duy nhất, Meiotheciella papillosa.